# 1119 Euboea
1119 Euboea là một tiểu hành tinh vành đai chính bay quanh Mặt Trời. Nó được phát hiện bởi Karl Wilhelm Reinmuth ngày 27 tháng 10 năm 1927 ở Heidelberg, Đức. Tên ban đầu của nó là 1927 UB.